# Tenia (ubiór)

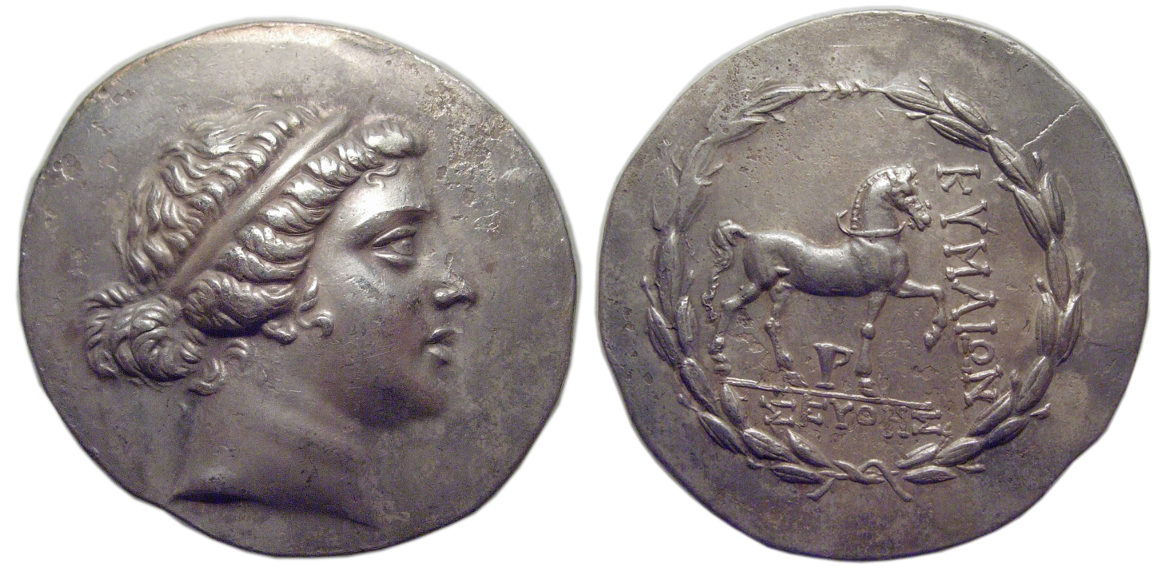
Moneta grecka z wizerunkiem amazonki Kyme (awers) noszącej tenię

Tenia (stgr. ταινία, łac. taenia) – w starożytności opaska na głowę stosowana jako przystrój honorowy lub kultowy.
Noszona zarówno przez kapłanów, jak i zwycięzców w zawodach; nakładana też zwierzętom ofiarnym i na wszelkie przedmioty (ołtarz, nagrobek, urna, agalma) związane z kultem bądź poświęcone bóstwom. 
Od V w. p.n.e. ukazywana na głowach bóstw na monetach (np. Knidos, Katany), często też w ręku Nike zamiast wieńca. Umieszczano ją na rogach byków ofiarnych; zwycięscy zawodnicy zdobili nią głowę przed otrzymaniem wieńca. Z kultury helleńskiej zastosowanie jej zostało przejęte przez Rzymian. 